# Rebecca Godfrey
Rebecca Godfrey (Toronto, 2 dicembre 1967 – New York, 3 ottobre 2022) è stata una scrittrice canadese.

## Biografia
Nata il 2 dicembre 1967 a Toronto dagli scrittori Ellen Swartz e David Godfrey, è cresciuta a Victoria e ha compiuto gli studi all'Università di Toronto e al Sarah Lawrence College dove ha conseguito un Master of Fine Arts in scrittura creativa.
Dopo aver lavorato come giornalista ed editrice, ha esordito nella narrativa nel 2001 con il romanzo La gonna strappata, romanzo di formazione con protagonista una sedicenne ribelle di nome Sara.
Nel 2005 ha dato alle stampe il saggio Under the Bridge al quale aveva lavorato diversi anni: un'indagine sull'omicidio di Reena Virk, quattordicenne canadese uccisa brutalmente da un gruppo di coetanei nel 1997.
È morta a New York il 3 ottobre 2022 all'età di 54 anni per le complicazioni di un carcinoma del polmone.
Due anni dopo Under the Bridge è stato trasposto nell'omonima miniserie televisiva da Quinn Shephard.

## Opere

### Romanzi
- La gonna strappata (The Torn Skirt, 2001), Roma, Elliot, 2007 traduzione di Elena Bollati e Giovanna Scocchera ISBN 978-88-6192-010-1.
- Peggy con Leslie Jamison (2024)

### Saggi
- Under the Bridge (2005)
  - La ragazza che doveva morire, Roma, Elliot, 2009 traduzione di Fabio Bernabei ISBN 978-88-6192-061-3.
  - La notte rossa, Milano, NNE, 2023 traduzione di Fabio Bernabei ISBN 9791280284914.

## Adattamenti televisivi
- Under the Bridge miniserie televisiva ideata da Quinn Shephard (2024)

## Premi e riconoscimenti

### Vincitrice
British Columbia's National Award for Canadian Non-Fiction
- 2006 con Under the Bridge[8]

Arthur Ellis Award
- 2006 nella categoria "Best Crime Nonfiction" con Under the Bridge[9]